# Koichi Kawai (1886-1955)
Pour les articles homonymes, voir Koichi Kawai.
Koichi Kawai (河合 小市, Kawai Koichi), né le 5 janvier 1886 à Hamamatsu (Japon) et mort le 5 octobre 1955, est le fondateur de la société Kawai Instruments.
Il a commencé jeune à travailler dans l'industrie du piano. Ancien employé de Yamaha, il faisait partie de l'équipe de développement qui a introduit la fabrication de pianos au Japon. Il a déposé de nombreux brevets pour ses inventions et ses conceptions. En 1927, il a fondé le Kawai Musical Instrument Research Laboratory. Son travail dans la société Kawai était fondé sur la recherche de la qualité.
il est la première personne dans l'industrie des instruments de musique à recevoir de l'Empereur du Japon une des Médailles honorifiques du Japon : celle au ruban bleu.
À sa mort en 1955, son fils Shigeru Kawai (1922-2006) a repris à 33 ans la présidence de la société.